# Ceremonia de Amberes
La ceremonia de Amberes es la ceremonia dentro de la clausura de los Juegos Olímpicos donde la bandera oficial con el símbolo olímpico es entregada por el alcalde de la ciudad que organizó los anteriores juegos al alcalde de la ciudad que organiza los inmediatos, estando presente el presidente del Comité Olímpico Internacional. 
Iniciada en los Juegos Olímpicos de 1920 en Amberes (de ahí el nombre), históricamente se ha hecho en la ceremonia de inauguración. Desde Seúl 1988 la ceremonia se hace durante la ceremonia de clausura de los juegos. En los Juegos Olímpicos de Invierno, esta ceremonia fue efectuada por primera vez en las Olimpiadas Invernales de 1952 en Oslo.
Ceremonias similares han sido adoptadas por varios eventos entre ellos los Juegos Panamericanos, Juegos Deportivos Centroamericanos, donde bajan la bandera con el logotipo de la organización, y por el Bureau Internacional de Exposiciones (encargada de celebrar las Ferias Mundiales) al cierre de una Exposición Mundial.
- Datos: Q8344142